# Jeon Soo-hyun
Đây là một tên người Triều Tiên, họ là Jeon.
Jeon Soo-hyun (tiếng Hàn: 전수현; sinh ngày 18 tháng 8 năm 1986) là một cầu thủ bóng đá Hàn Quốc thi đấu ở vị trí thủ môn cho Daejeon Citizen ở K League 2.